# Sofifi
Sofifi è una città sulla costa occidentale dell'isola indonesiana di Halmahera, e dal 2010 è la capitale della provincia di Maluku Settentrionale. Si trova nel distretto di North Oba (Oba Utara) della città dell'isola di Tidore. Al censimento del 2020, la città aveva una popolazione di 2.498 abitanti, mentre il distretto di North Oba ne aveva 19.552. In precedenza, Ternate era stata la capitale della provincia.
Per quanto riguarda il turismo, Sofifi è ben lungi dall'essere una destinazione popolare. È un luogo sparso collegato da ampie strade e intervallato da edifici governativi dall'aspetto abbandonato, Sofifi serve i viaggiatori principalmente come svincolo sulla strada per Tobelo.